# Burkard

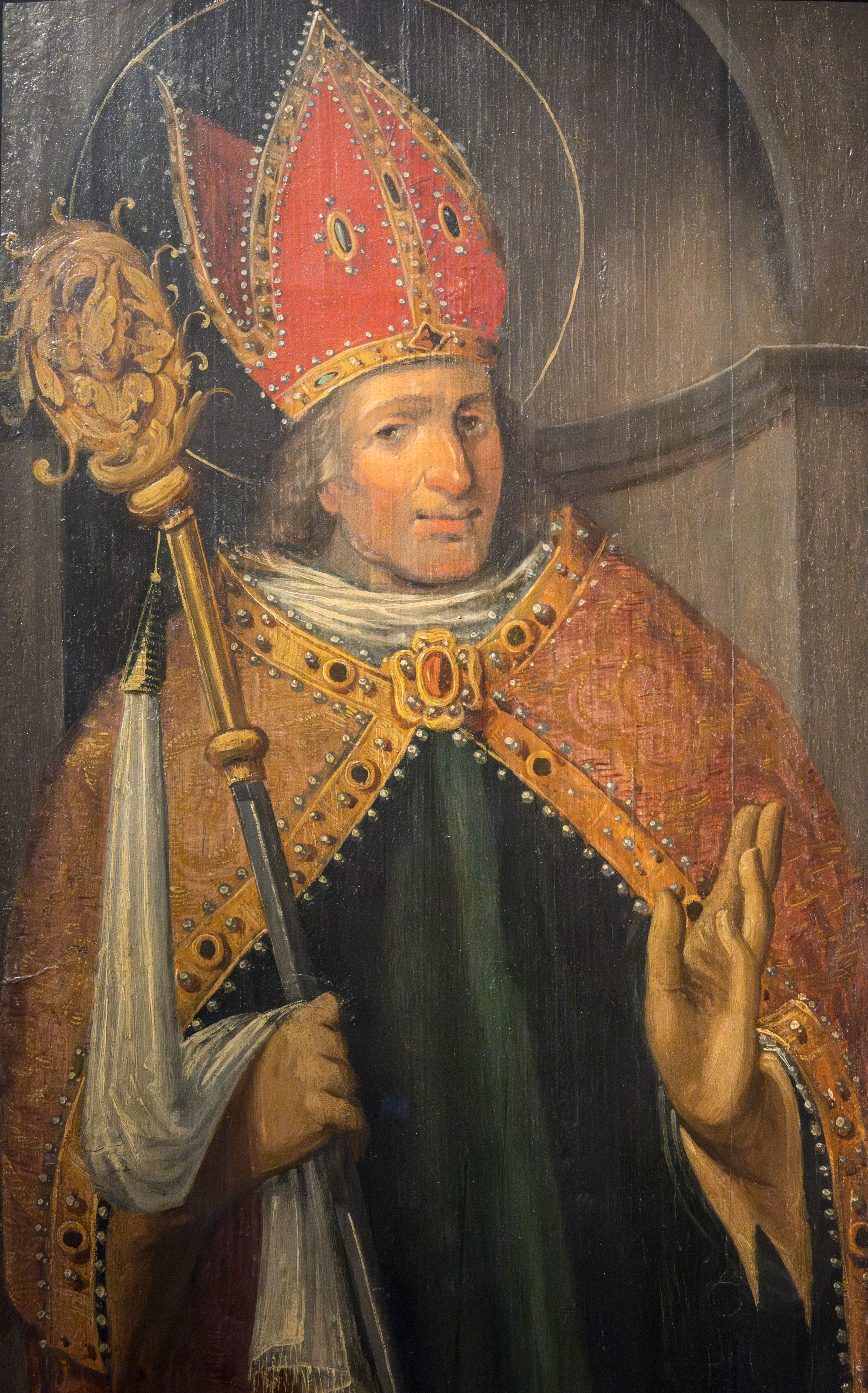
Tafelbild des Burkard aus einem ehemaligen Altarzusammenhang, Würzburg um 1600

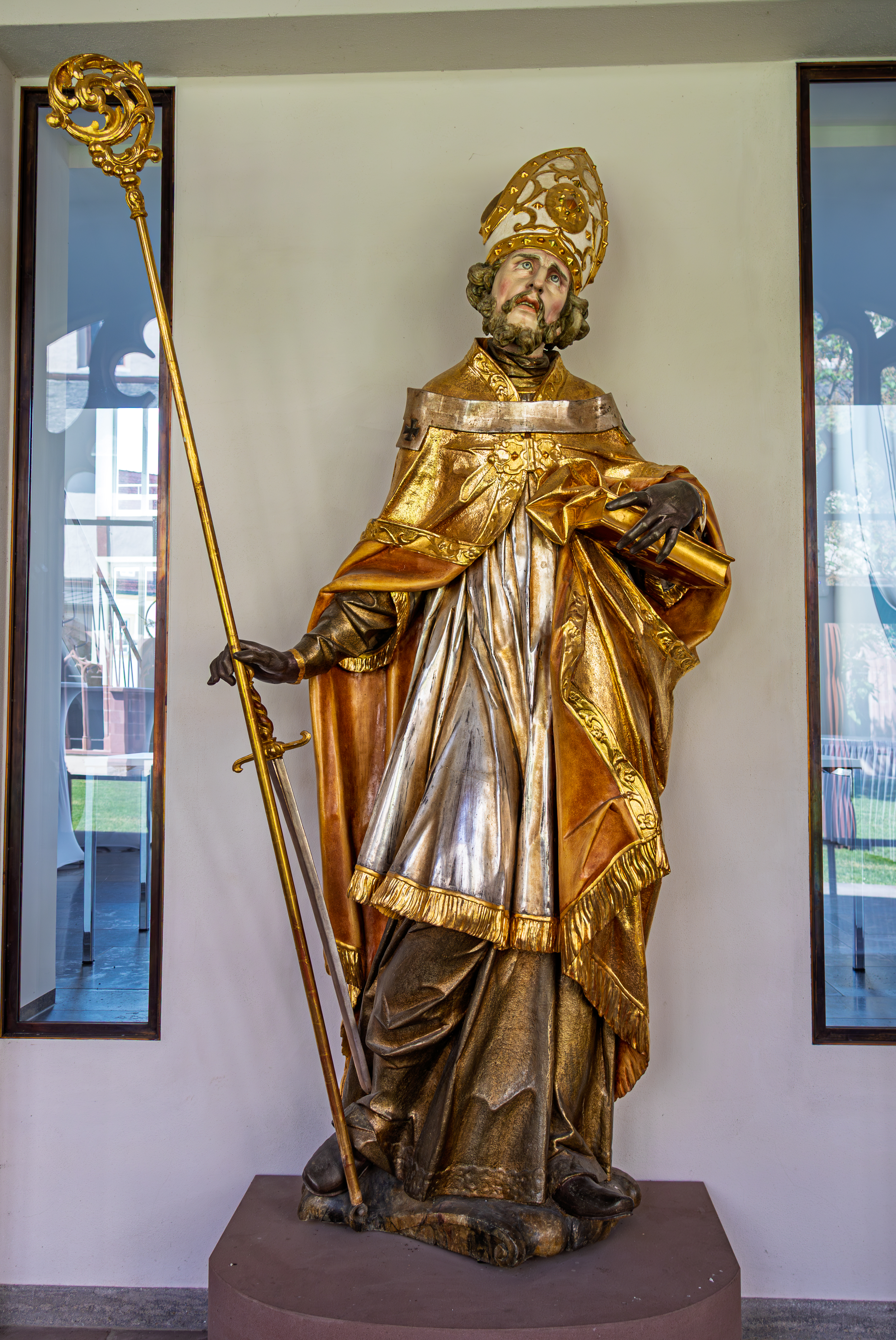
Skulptur des heiligen Burkhard aus dem 18. Jahrhundert an der Südseite des Kreuzgangs im Würzburger Dom.

Burkard oder Burchard, auch Burkhard, latinisiert Burchardus/Burckardus/Burkardus, altenglisch Burgheard (* um 684; † 2. Februar 755) war ein angelsächsischer Benediktiner aus Südwestengland, der Anfang 742 auf Vorschlag seines Landsmannes Bonifatius zum ersten Bischof von Würzburg eingesetzt wurde (742 bis 754).

## Leben

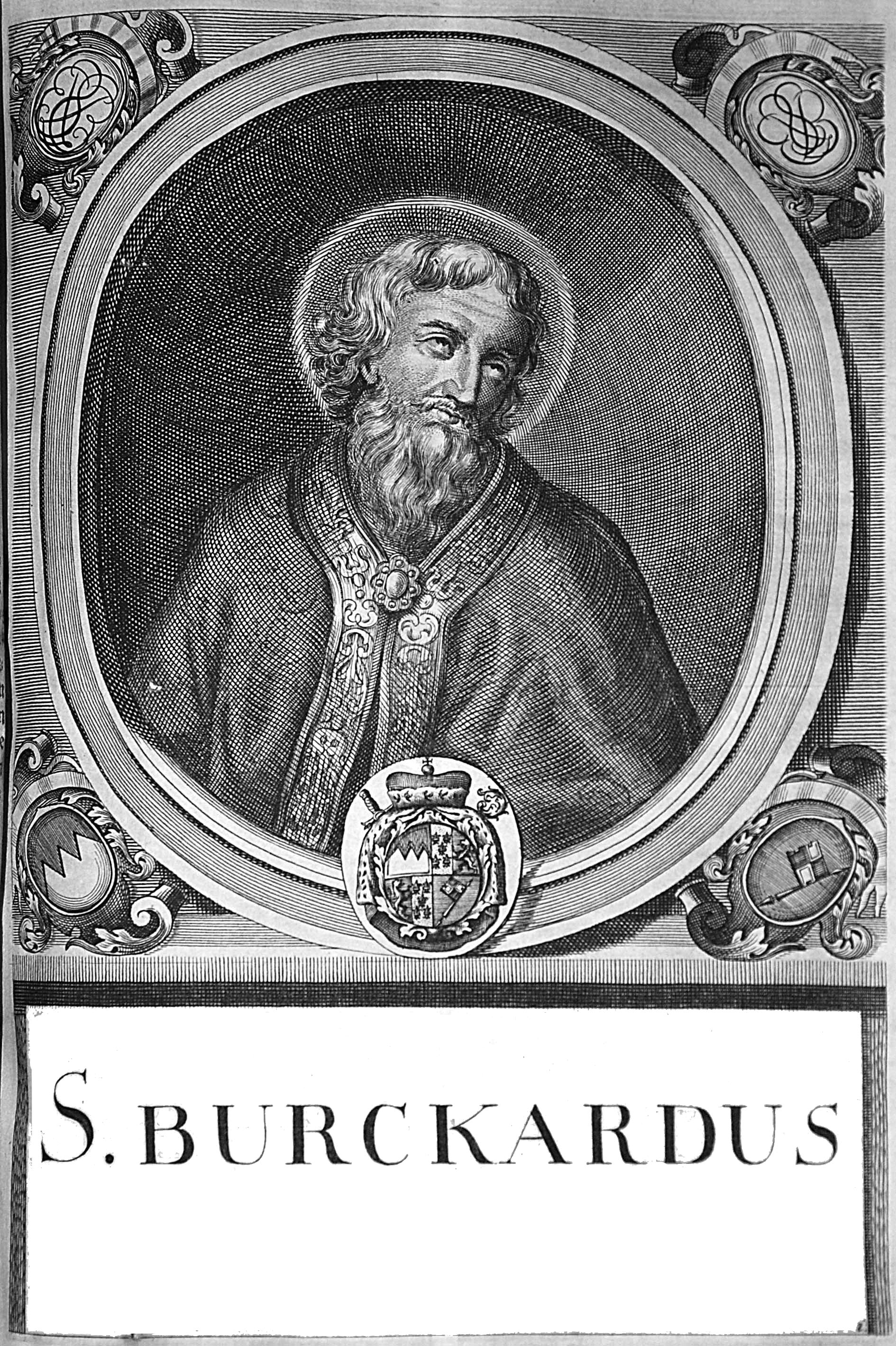
Kupferstich des Würzburger Hof – und Universitätskupferstechers Johann Salver (* 1670 in Forchheim; † 1738) aus der Serie mit Würzburger Fürstbischöfen

Wie Bonifatius war auch Burkard (Burkhard) von vornehmer Herkunft. Seine Heimat war wahrscheinlich das westliche Südengland. Auch er war wie Bonifatius Benediktiner.
Der Angelsachse Burkard wurde mit 30 Jahren wahrscheinlich von Bonifatius zum Priester geweiht und zog um 715 aufs Festland zur Missionsarbeit.
Burkard war von 718 bis 737 in Berceto, in der Provinz Parma. Reliquien von Burkard befinden sich noch heute im Dom von Berceto. Karl IV. hat sie 1369 dort hingebracht. Berceto war eine Station der Via Francigena, der Pilgerroute nach Rom.
Burkard wurde nach eigenen Angaben 738 vom Papst Gregor III. in Rom zum Bischof ohne Bischofssitz geweiht Burkard war anschließend ab 738 der 1. Abt in der Klosterzelle Rorlach, heutiges Neustadt am Main. Burkard bekam das Jagdschloss auf dem Michaelsberg, oder auch die Michil Statt genannt, von Karl Martell überschrieben. Die merowingische Saalkirche dieses Klosters wurde 1974 vom Bayerischen Landesamt für Denkmalpflege ausgegraben. Das Besondere ist die Apsis nach damaliger angelsächsischer Bauweise.
Im päpstlichen Auftrag durch Bonifatius und Karlmann (Hausmeier) ernannt, war er von Anfang 742 bis 754 erster Bischof von Würzburg. Die erste Zeit als Bischof soll er laut der Chronik von Lorenz Fries noch in Neustadt gewesen sein, bevor er 742 seinen Bischofssitz für die ersten drei Jahre auf dem Marienberg nahm. Ab Anfang 742 war das Immina-Kloster, für 3 Jahre, der Sitz vom ersten Bischof Burkard.
Er besuchte die Synoden von 742 bis 747 (Reichsversammlung und Synode in Düren 747). Im Auftrag von Pippin dem Jüngeren reiste er gemeinsam mit Abt Fulrad von Saint Denis bei Paris 750/751 nach Rom. Dort holte er von Papst Zacharias die Erlaubnis zur Absetzung des letzten Merowingers – Childerich III. – ein.
In seiner Diözese war Burkard, dessen Kathedrale zunächst die auf dem Marienberg gelegene Marienkirche (heute in der Festung Marienberg) war, vor allem um deren Ausbau bemüht, da die Franken trotz der Missionierung durch Kilian und seine Gefährten Kolonat und Totnan, deren Gebeine er 752 in die Marienkirche auf den Burgberg überführen ließ, wieder zum Heidentum tendierten, obwohl seit 700 ein Kloster von Immina auf dem Marienberg in Würzburg, und seit ca. 638 ein Kloster von St. Gertrud in Karlburg, existierte. Im Jahr 750 gründete Burkard das der heiligen Maria und den Heiligen Andreas und Magnus geweihte Kloster Sankt Andreas in Würzburg unterhalb des Burgberges, das 986 nach ihm in Sankt Burkard umbenannt wurde.
Laut einer Überlieferung legte er im Frühjahr 754 seine Ämter nieder und zog mit 6 Mönchen nach Homburg am Main, wo er im darauf folgenden Jahr 755 starb. Seine Gebeine wurden im Oktober 986 oder 988 in das von ihm um 751 begründete Würzburger  Andreaskloster, überführt.

## Verehrung

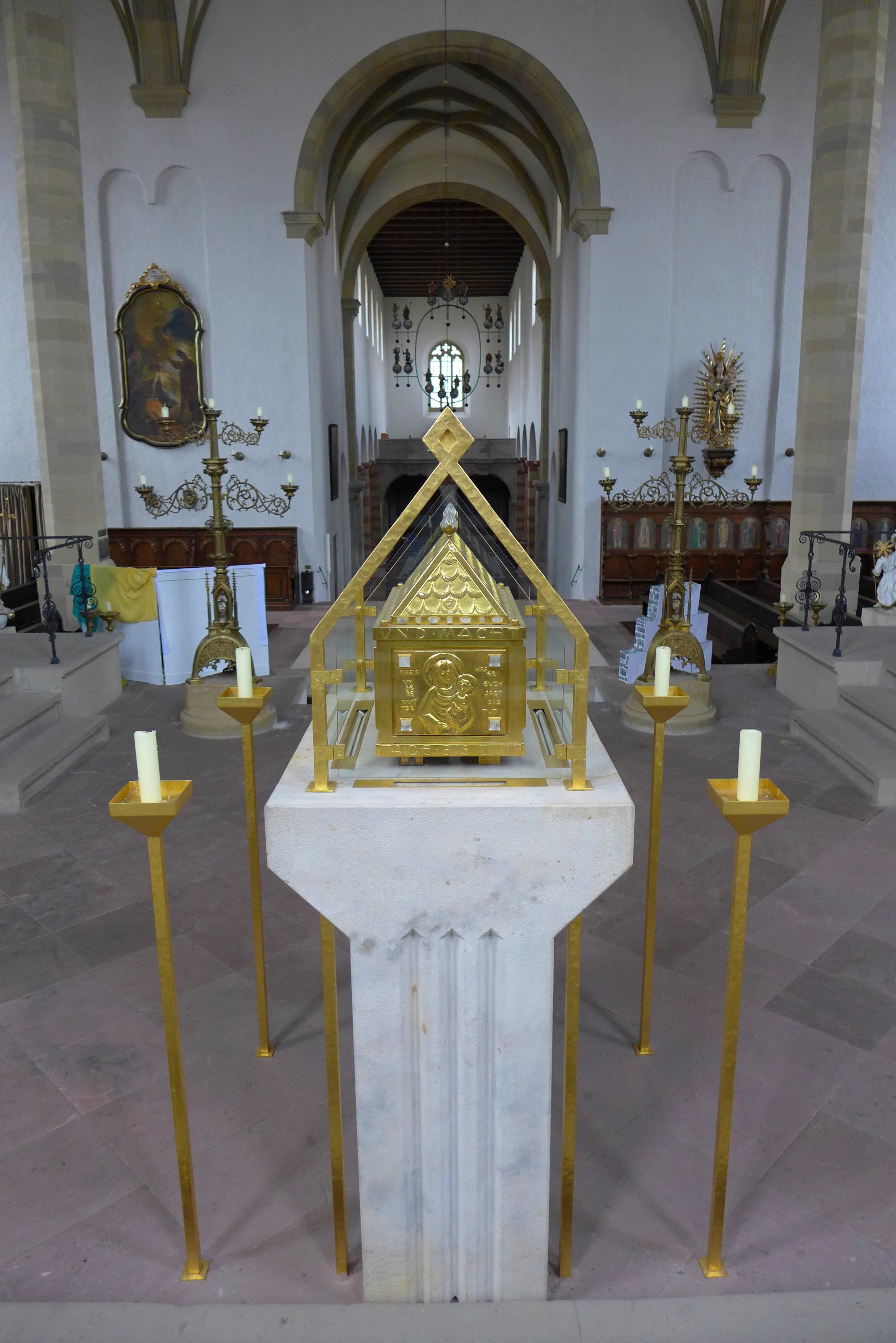
Reliquienschrein des Heiligen Burkard in der Burkarder Kirche zu Würzburg

Im Mittelalter wurde das Fest des heiligen Burkard im Bistum Würzburg wie die anderen Hochfeste gefeiert. Der Burkardusweck, ein Brot in Ringform, war ein Volksbrauch. Von den Gläubigen wird der heilige Burkard als Helfer gegen Gelenkschmerzen und Rheumatismus sowie Stein- und Nierenleiden und Lendenschmerzen verehrt. Der evangelische und römisch-katholische Gedenktag des Heiligen ist der 2. Februar; die Erhebung seiner Gebeine wird von der römisch-katholischen Kirche am 14. Oktober gefeiert. Nach ihm wurde die 1881 gegründete (Neue) Burkarderschule (inzwischen mit der Steinbachtal-Burkarder-Grundschule zusammengelegt) benannt.

## Patrozinien
Deutschland:
- St. Burkhard (Eliasbrunn)
- St. Burkard (Erlenbach bei Marktheidenfeld)
- St. Burkard (Geiselwind)
- St. Burkard (Gerichtstetten)
- St. Burkhard (Hohenfelden)
- St. Burkard (Homburg am Main)
- St. Burchard (Jagstberg)
- St.-Burchardi-Kirche (Kleinmölsen)
- St. Burkhard (Messelhausen)
- St. Burkard (Oberailsfeld)
- St. Burkard (Obernbreit)
- St. Burchard (Oedingen)
- St. Burkard (Oerlenbach)
- St. Burkard (Pusselsheim)
- St. Burkard (Trappstadt)
- St. Burkhard (Uiffingen)
- St. Burkard (Würzburg)

Schweiz:
- St. Burkard (Mettmenstetten)